# Tiroler Zugspitz Arena
De Tiroler Zugspitz Arena is een groot vakantiegebied in Tirol, Oostenrijk. In de winter is het een modern skigebied. 56 skiliften en 147 kilometer pisten maken het gebied aantrekkelijk voor skiërs en snowboarders. De Tiroler Zugspitz Arena behoort ook tot een van de beste langlaufregio's van Oostenrijk. Er bestaat een goede verbinding met Seefeld, Reutte en het Lechtal.
In de zomer is de Tiroler Zugspitz Arena vooral gericht op het wandel- en fietstoerisme. Het gebied beschikt over meer dan 300 kilometer wandelpaden, een 9-hole golfbaan, talrijke zwembaden, kabelbanen, zwemmeren en zomerrodelbanen.

## Gemeenten in Zugspitz Arena
Deze gemeentes maken deel uit van de toerismeregio:
- Ehrwald
- Lermoos
- Berwang/Namlos
- Bichlbach en deelgemeenten Lähn en Wengle
- Biberwier
- Heiterwang

Ehrwald en Lermoos zijn veruit de belangrijkste gemeenten in dit gebied.

## Belangrijkste attracties
- Tiroler Zugspitzbahn, een kabelbaan.
- Zugspitze, de hoogste berg van Duitsland.
- Bayerische Zugspitzbahn, trein om op de Zugspitze te komen.
- Rodelbaan Marienberg, langste zomerrodelbaan van Tirol
- Heiterwanger- en Plansee, het op een na grootste meer van Tirol